# Alan Ball jr.
James Alan Ball jr. (Farnworth, 12 mei 1945 – Warsash (Hampshire), 25 april 2007) was een Engels voetballer.

## Loopbaan
Ball was een zoon van voetballer en voetbalmanager Alan Ball sr. Zijn eerste club was Blackpool. Hij debuteerde op 18 augustus 1962 in de Premier League in een uitwedstrijd tegen Liverpool. In 1966 verhuisde hij naar Everton, waarmee hij twee jaar later landskampioen werd, en in 1971 naar Arsenal. Eind jaren 70 speelde hij twee seizoenen in de Amerikaanse profcompetitie NASL. In 1984 sloot hij zijn loopbaan af bij Bristol Rovers.
In het nationale team kwam hij tot 72 interlands. Tijdens het wereldkampioenschap voetbal in 1966 was hij met 21 jaar de jongste speler van wereldkampioen Engeland. Ondanks zijn jonge leeftijd was de middenvelder een van de bepalende spelers in de finale. Zo gaf hij de voorzet waaruit Geoff Hurst de omstreden derde Engelse goal maakte. En toen dezelfde Hurst in de slotseconden het vierde doelpunt maakte was het loopwonder Ball als enige Engelse speler in de buurt om hem te omhelzen.
Na zijn voetbalcarrière werd Ball trainer. Hij was onder meer actief voor Manchester City en Southampton.
In 2007 overleed Alan Ball jr. op 61-jarige leeftijd aan een hartaanval terwijl hij in de tuin van zijn huis een brandje probeerde te doven.